# Giovanni Andrea Croce
Giovanni Andrea Croce (falecido em 1595) foi um prelado católico romano que serviu como bispo de Tivoli (1554–1595).

## Biografia
No dia 26 de janeiro de 1554, Giovanni Andrea Croce foi nomeado durante o papado de Júlio III como Bispo de Tivoli. Croce serviu como bispo de Tivoli até à sua morte em 2 de fevereiro de 1595.
Enquanto bispo, foi o co-consagrador principal de Adriano Fuscone, Bispo de Aquino (1554), Gerolamo Melchiori, Bispo de Macerata (1554) e Massimiliano Palumbara, Arcebispo de Benevento (1574).